# Pena Lobo
Pena Lobo ist ein Ort und eine ehemalige Gemeinde (Freguesia) im portugiesischen Kreis Sabugal. Die Gemeinde hatte 141 Einwohner (Stand 30. Juni 2011).
Am 29. September 2013 wurden die Gemeinden Pena Lobo, Lomba und Pousafoles do Bispo zur neuen Gemeinde União das Freguesias de Pousafoles do Bispo, Pena Lobo e Lomba zusammengeschlossen.